# 미야시타촌
미야시타촌(宮下村)은 후쿠시마현 오누마군에 있던 촌이다. 1955년 7월 20일 미야시타촌, 니시카타촌 등 2개 촌이 합병하여 미시마촌이 신설되고 폐지되었다. 미시마정의 다다미강 이남에 미야시타촌이 있었다.

## 역사
- 1942년 4월 1일 - 니시카와촌, 하라야촌, 미타니촌 등 3개 촌이 합병하여 미야시타촌이 신설되었다.
- 1955년 7월 20일 - 미야시타촌 및 니시카타촌 등 2개 촌이 합병하여 미시마촌이 신설되고,[1][2] 미야시타촌 등은 폐지되었다.

## 교통

### 철도
- 일본국유철도 다다미선

### 도로
- 누마타 가도(국도 252호선)